# Axel von Ambesser
Axel von Ambesser (22 de junio de 1910 - 6 de septiembre de 1988) fue un actor, director y guionista de nacionalidad alemana.

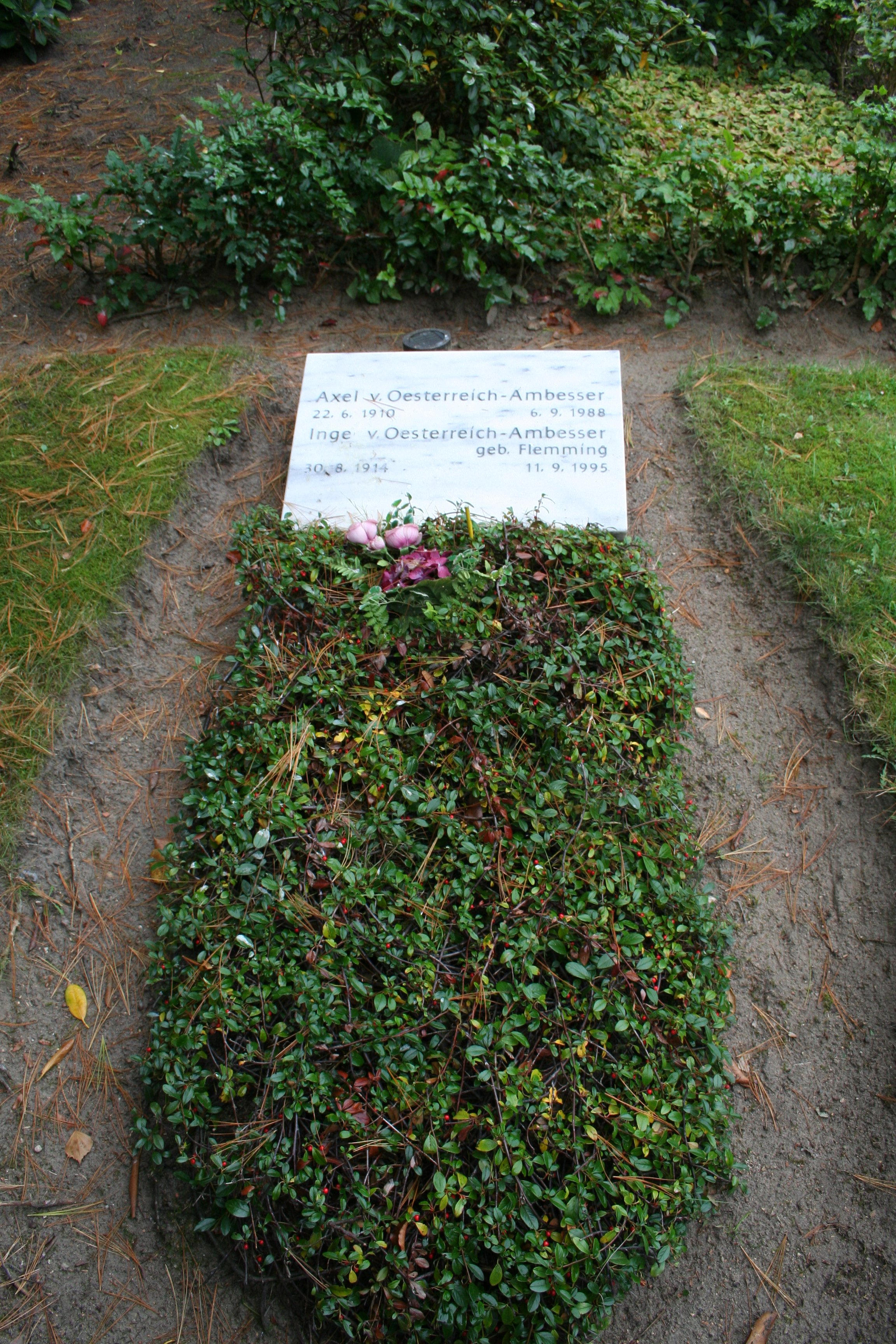
Tumba de Axel von Ambesser en el Cementerio Alter Niendorfer

## Biografía
Su verdadero nombre era Axel Eugen Alexander von Oesterreich, y nació en Hamburgo, Alemania, siendo sus padres el comerciante de importación y exportación Alexander von Oesterreich (1875–1949) y su esposa, Marie Luise von Massow (1881–1953), hija del general Robert von Massow. Siguiendo el consejo de su padre eligió el nombre artístico „Axel von Ambesser“, con el cual podía ser nombrado antes que otros gracias al orden alfabético. Sin tener educación interpretativa, recibió la oferta del director Erich Ziegel para actuar en el Hamburger Kammerspiele, donde recibió clases de actuación de Hans Stiebner y Maria Loja. En esa época formó parte del colectivo de actores de Hamburgo fundado por sus amigos Gerhard Hinze y Hanuš Burger.
En los años del Tercer Reich formó parte de varios conjuntos teatrales. Con papeles de héroes juveniles, actuó en el Stadttheater de Augsburgo, en el Teatro de Cámara de Múnich de Otto Falckenberg, y en 1936 en el Deutsches Theater de Heinz Hilpert, en Berlín. También bajo la dirección de Hilpert, Ambesser actuó en el Theater in der Josefstadt de Viena. Gustaf Gründgens finalmente lo llevó al Staatstheater de Berlín. En esa época también trabajó para el cine, actuando por ejemplo en Frauen sind keine Engel (1943). Ambesser fue incluido por Joseph Goebbels en la Gottbegnadeten-Liste de artistas representativos del Reich por su importancia en la cinematografía alemana.

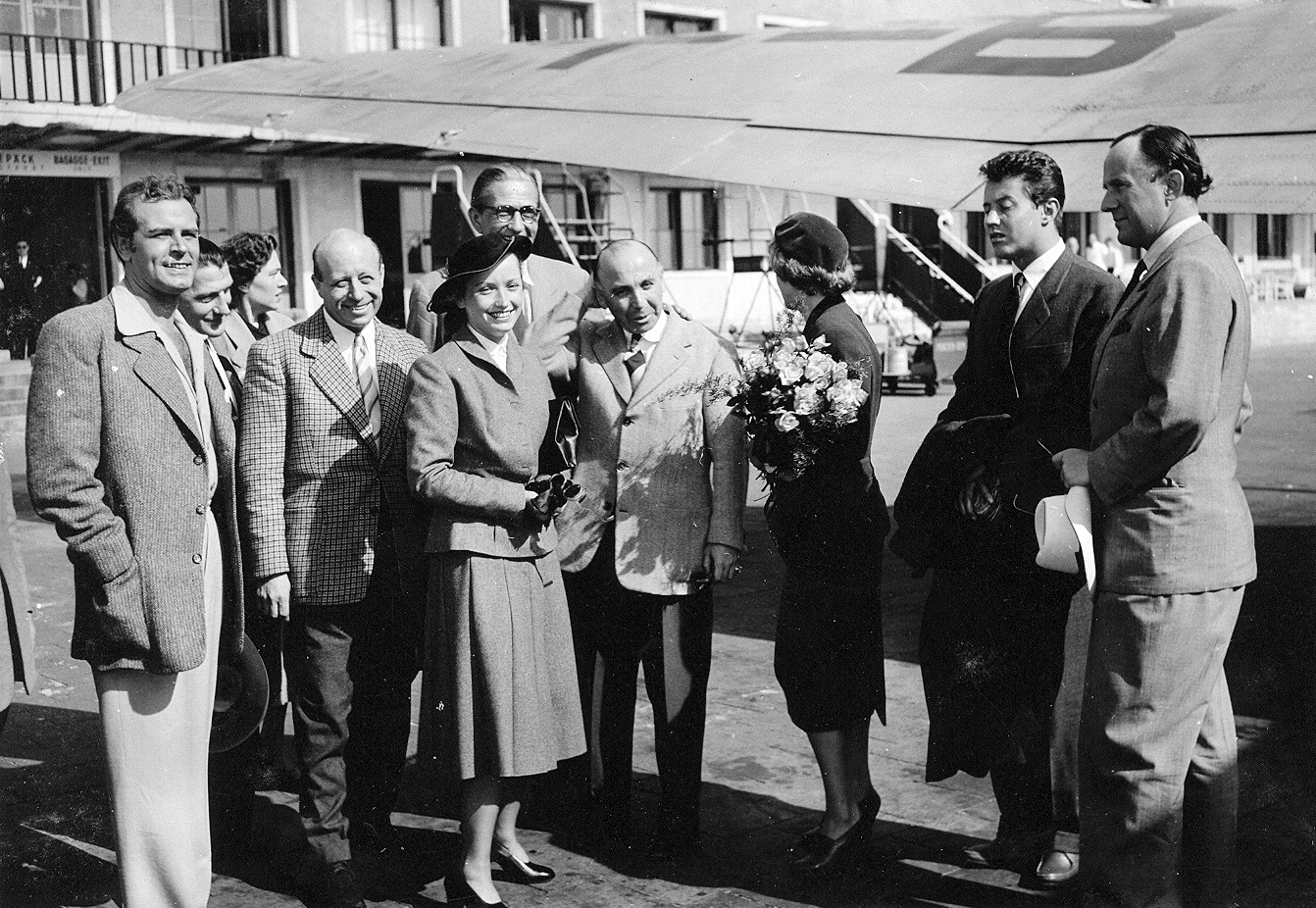
Axel v. Ambesser (der.) con parte del equipo de Verträumte Tage y L’aiguille rouge en 1950

Finalizada la Segunda Guerra Mundial, Axel von Ambesser cada vez trabajó más como autor para el teatro, el cine y la televisión, escribiendo también para el cabaret Die Schaubude de Múnich. Igualmente, tuvo éxito como director de cine, destacando de entre sus películas Der Pauker (1958) y Der brave Soldat Schwejk (1960), ambas protagonizadas por Heinz Rühmann, siendo nominada la última al Globo de Oro a la mejor película extranjera. Otras cintas importantes fueron Der Gauner und der liebe Gott (1960, con Gert Fröbe), Kohlhiesels Töchter (1962, con Liselotte Pulver) y el film dedicado al Padre Brown Er kann’s nicht lassen (1962), también con Heinz Rühmann. En ese tiempo Axel von Ambesser fue también visto como actor, trabajando entre otras producciones en Gustav Adolfs Page, film en el que encarnaba a Albrecht von Wallenstein. Como actor de voz, trabajó en Es muss nicht immer Kaviar sein (1961, con O. W. Fischer) y dobló a Charlie Chaplin en Monsieur Verdoux.
En su faceta teatral, dirigió obras propias como Das Abgründige in Herrn Gerstenberg, Max Mahnke als Mensch, Begegnung im Herbst, Wie führe ich eine Ehe? y Omelette Surprise en teatros de Berlín, Múnich, Hamburgo, Colonia, Düsseldorf, Fráncfort del Meno y Viena, interpretando también primeros papeles. En los años de la posguerra Axel von Ambesser fue el autor vivo en lengua alemana más representado, más incluso que Carl Zuckmayer y Bertolt Brecht. Sus últimos papeles teatrales llegaron con el estreno mundial en Múnich de la pieza de Curth Flatow Romeo mit grauen Schläfen, y con la opereta de Ralph Benatzky La posada del Caballito Blanco, llevada a escena en el Raimundtheater de Viena.
En años posteriores, Ambesser trabajó también con frecuencia en la televisión, participando en shows como Begegnung im Herbst, Omelette Surprise, Der Vorhang fällt, Großer Bahnhof, Alte Sünden rosten nicht y Tatort. Poco antes de su muerte en 1988 apareció en el episodio de la serie Die Schwarzwaldklinik Der alte Herr. Además, participó en la emisión del 12 de julio de 1988 del programa de ARD Die Montagsmaler, siendo acompañado por su hija Gwendolyn en su última intervención televisiva.
En el año 1985 publicó su autobiografía Nimm einen Namen mit A, y en 1987 la novela Aber fragt mich nur nicht wie …
Axel von Ambesser se casó en 1937 con la actriz Inge von Ambesser, nacida Flemming (1914–1995). Su hija, Gwendolyn von Ambesser, es también actriz, directora y autora, además de diseñadora teatral.
Von Ambesser falleció en Múnich en el año 1988. Fue enterrado en el Cementerio Alter Niendorfer de Hamburgo, figurando en su lápida v. Oesterreich, su verdadero apellido. Su extenso patrimonio escrito se conserva en poder de la Academia de las Artes de Berlín.

## Premios y honores
- 1961 : Nominación al Globo de Oro por Der brave Soldat Schwejk
- 1971 : Orden del Mérito de Baviera
- 1975 : Orden del Mérito de la República Federal de Alemania
- 1979 : Anillo Johann Nestroy
- 1981 : Orden Bávara de Maximiliano para las ciencias y las artes
- 1985 : Filmband in Gold por su trayectoria cinematográfica
- 1985 : Gran Cruz Federal al Mérito

## Libros
Biografía;
- Nimm einen Namen mit A. Ullstein, Fráncfort Meno 1988, ISBN 3-548-20904-1.

Novela;
- Aber fragt mich nur nicht, wie ... Roman. Ullstein, Fráncfort Meno 1990, ISBN 3-548-22280-3.

Piezas propias;
- Die Globus AG zeigt: „Ein Künstlerleben“. Komödie. Verlag Ahn & Simrock, Hamburgo 1939.
- Der Hut. Schwank in 3 Akten. Verlag Ahn & Simrock, Hamburgo 1940.
- Wie führe ich eine Ehe? Kursus in 3 Akten. Verlag Ahn & Simrock, Hamburgo 1940.
- Lebensmut zu hohen Preisen. Komödie. Verlag Ahn & Simrock, Hamburgo 1943
- Das Abgründige in Herrn Gerstenberg. Desch Verlag, Múnich 1946
- Der Fall der Witwe von Ephisus. Verlag Ahn & Simrock, Hamburgo 1949.
- Mirakel im Müll oder wie man Arbeit vermeidet. Ein Lebensbild in 3 Akten. Verlag Ahn & Simrock, Hamburgo 1959.
- Begegnung im Herbst. Komödie in 3 Akten. Desch Verlag, Múnich 1967.
- Max Mahnke als Mensch. Komödie in 3 Akten. Desch Verlag, Múnich 1973.
- Omelette Surprise. Ein Spaß in 5 Akten. Verlag Ahn & Simrock, Hamburgo 1979.
- Die Schule der Witwen. Phantastische Posse. Verlag Ahn & Simrock, Hamburgo 1981.

Adaptaciones;
- Lope de Vega: Tumult in Narrenhaus. Lustspiel in 3 Aufzügen ("Los locos de Valencia"). Verlag Ahn & Simrock, Hamburgo 1953.
- Joseph von Eichendorff: Die Freier. Lustspiel in 3 Aufzügen. Desch Verlag, Múnich 1967.
- Brandon Thomas: Charleys Tante. Schwank in 3 Akten ("Charley's aunt"). Verlag Ahn & Simrock, Hamburgo 1950
- Eugène Marin Labiche: Der Florentinerhut. Posse in 5 Akten ("Un chapeau de paille d'Italie"). Drei Masken Verlag, Múnich 1965.
- Molière: Der eingebildete Kranke. 3 Akte mit Musik und Tanz ("Le malade imaginaire"). Chronos-Verlag, Hamburgo 1950.
- George Farquhar: Der Werbeoffizier. Komödie in 2 Akten ("The recruiting officer"). Ahn & Simrock, Múnich 1964 (junto a Robert Gillner).

## Filmografía
- 1935 : Der Gefangene des Königs
- 1938 : Der Kampf um Anastasia (corto)
- 1939 : Ein hoffnungsloser Fall
- 1939 : Salonwagen E 417
- 1939 : Die unheimlichen Wünsche
- 1939 : Eine kleine Nachtmusik
- 1940 : Das Herz der Königin
- 1940 : Traummusik
- 1941 : Annelie
- 1941 : Der Tanz mit dem Kaiser
- 1943 : Frauen sind keine Engel
- 1943 : Die kluge Marianne
- 1943 : Karneval der Liebe
- 1944 : Der Revisor (adaptación a TV)
- 1944 : Der Mann, dem man den Namen stahl
- 1945 : Das Mädchen Juanita
- 1945 : Verlobte Leute
- 1948 : Die seltsamen Abenteuer des Herrn Fridolin B.
- 1949 : Verspieltes Leben
- 1949/1950 : Sie sind nicht mehr
- 1950 : Drei Mädchen spinnen
- 1950 : Verträumte Tage
- 1952 : Der Mann in der Wanne
- 1952 : Monsieur Verdoux (doblaje de Chaplin)
- 1952 : Tanzende Sterne
- 1953 : Drei von denen man spricht (también guion y dirección)
- 1954 : Columbus entdeckt Krähwinkel (solo guion)
- 1954 : Bruder Martin (solo dirección)
- 1955 : Ihr erstes Rendezvous (solo dirección)
- 1956 : Der Herr Ornifle (TV)
- 1956 : Pygmalion (TV)
- 1956 : Wie führe ich eine Ehe? (TV, solo guion)
- 1957 : Die Freundin meines Mannes (también dirección)
- 1957 : Amphitryon (TV, también director)
- 1958 : Der Pauker (solo dirección)
- 1958 : Frau im besten Mannesalter (solo dirección)
- 1959 : Die schöne Lügnerin (solo dirección)
- 1959 : Bezaubernde Arabella (también dirección)
- 1960 : Der brave Soldat Schwejk (dirección)
- 1960 : Der Gauner und der liebe Gott (solo dirección)
- 1960 : Gustav Adolfs Page
- 1961 : Eine hübscher als die andere (solo dirección)
- 1961 : Höllenangst (TV, director)
- 1962 : Er kann’s nicht lassen (solo dirección)
- 1962 : Der Firmling (TV, solo dirección)
- 1962 : Kohlhiesels Töchter (solo dirección)
- 1963 : Frühstück im Doppelbett (dirección)
- 1963 : Harlekinade (TV)
- 1963 : Es war mir ein Vergnügen
- 1964 : Die fünfte Kolonne (serie TV), episodio Schattenspiel
- 1964 : Das hab ich von Papa gelernt (también dirección)
- 1964 : Heirate mich, Chéri (dirección)
- 1965 : Das Liebeskarussell (también dirección)
- 1965 : Die fromme Helene (también dirección)
- 1966 : Das Abgründige in Herrn Gerstenberg (TV, también guion y dirección)
- 1967 : Der Werbeoffizier (TV, también director)
- 1968 : Haus Herzenstod (TV)
- 1970 : Ardèle oder das Gänseblümchen (TV)
- 1971 : Der erste Frühlingstag (TV, solo dirección)
- 1971 : Der fidele Bauer (TV, solo dirección)
- 1973 : Tod auf der Themse (TV)
- 1974 : Die schöne Helena (TV, director)
- 1975 : Hände gut, alles gut (TV, solo director)
- 1976 : Tatort (serie TV), episodio Annoncen-Mord
- 1977 : Begegnung im Herbst (TV, también guion y dirección)
- 1979 : Der Eisvogel (TV, también director)
- 1980 : Die liebe Familie (serie TV)
- 1981 : Bring es mir bei, Celine (TV, solo dirección)
- 1982 : Omelette Surprise (TV, también guion y dirección)
- 1983 : Frau Juliane Winkler (TV)
- 1983 : Die Violette Mütze (TV, solo dirección)
- 1983 : Großer Bahnhof (TV)
- 1984 : Ein idealer Gatte (TV)
- 1984 : Alte Sünden rosten nicht (TV, también dirección)
- 1985 : Aus familiären Gründen (TV, solo dirección)
- 1986 : Der Vorhang fällt (TV, también guion)
- 1986 : Nie sollst Du mich befragen...  (TV)
- 1988 : Die Schwarzwaldklinik (serie TV), episodio Der alte Herr

## Radio
- 1963 : Herbert Asmodi: Die Harakiri-Serie, dirección de Hans-Dieter Schwarze (BR/HR)
- 1969 : John Wainwright: "Der Mörder der Emma Forcett", dirección de Otto Kurth (WDR)